# Dejuțiu, Harghita
Dejuțiu (maghiară Décsfalva) este un sat în comuna Mugeni din județul Harghita, Transilvania, România.

## Imagini

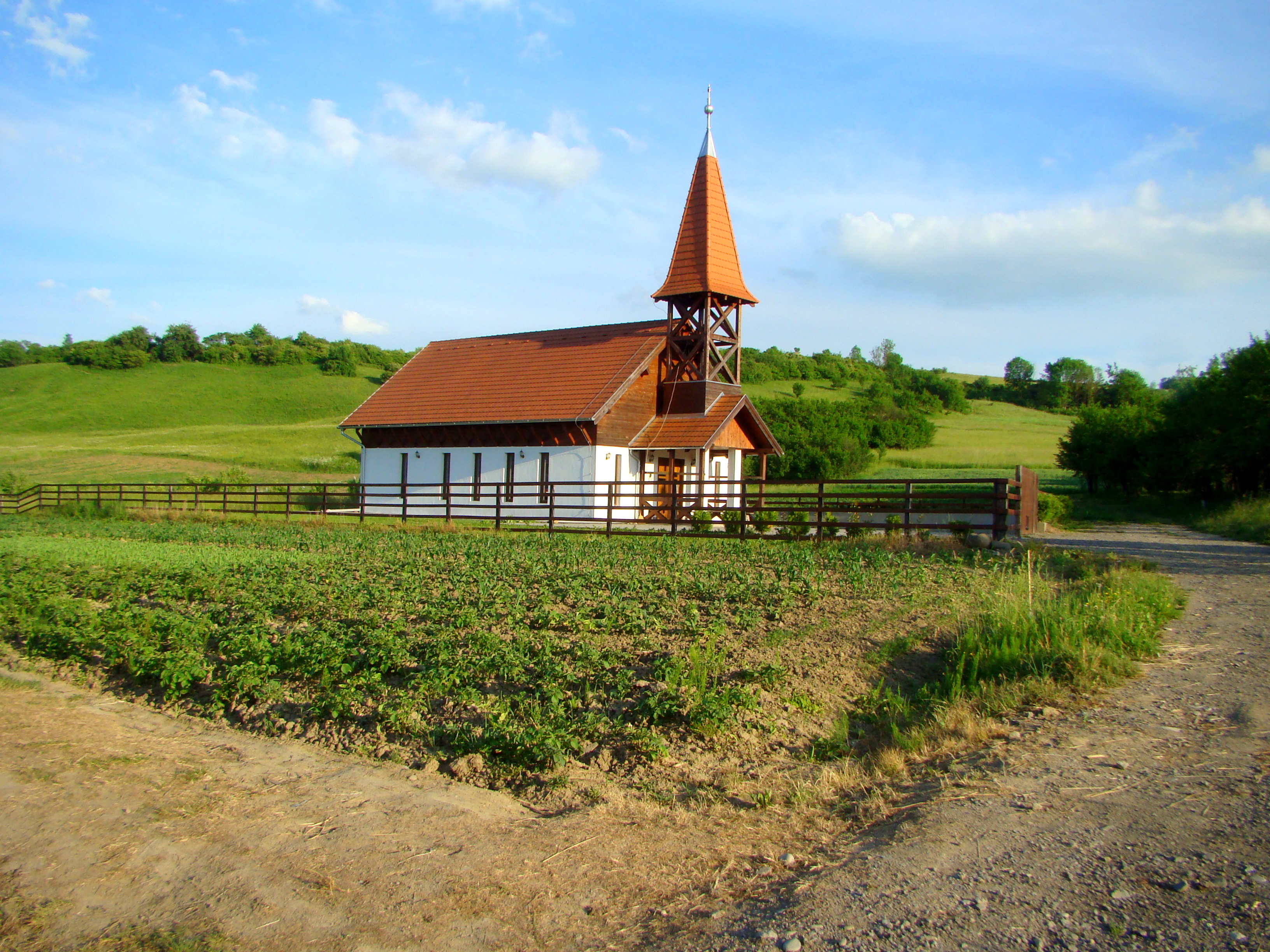
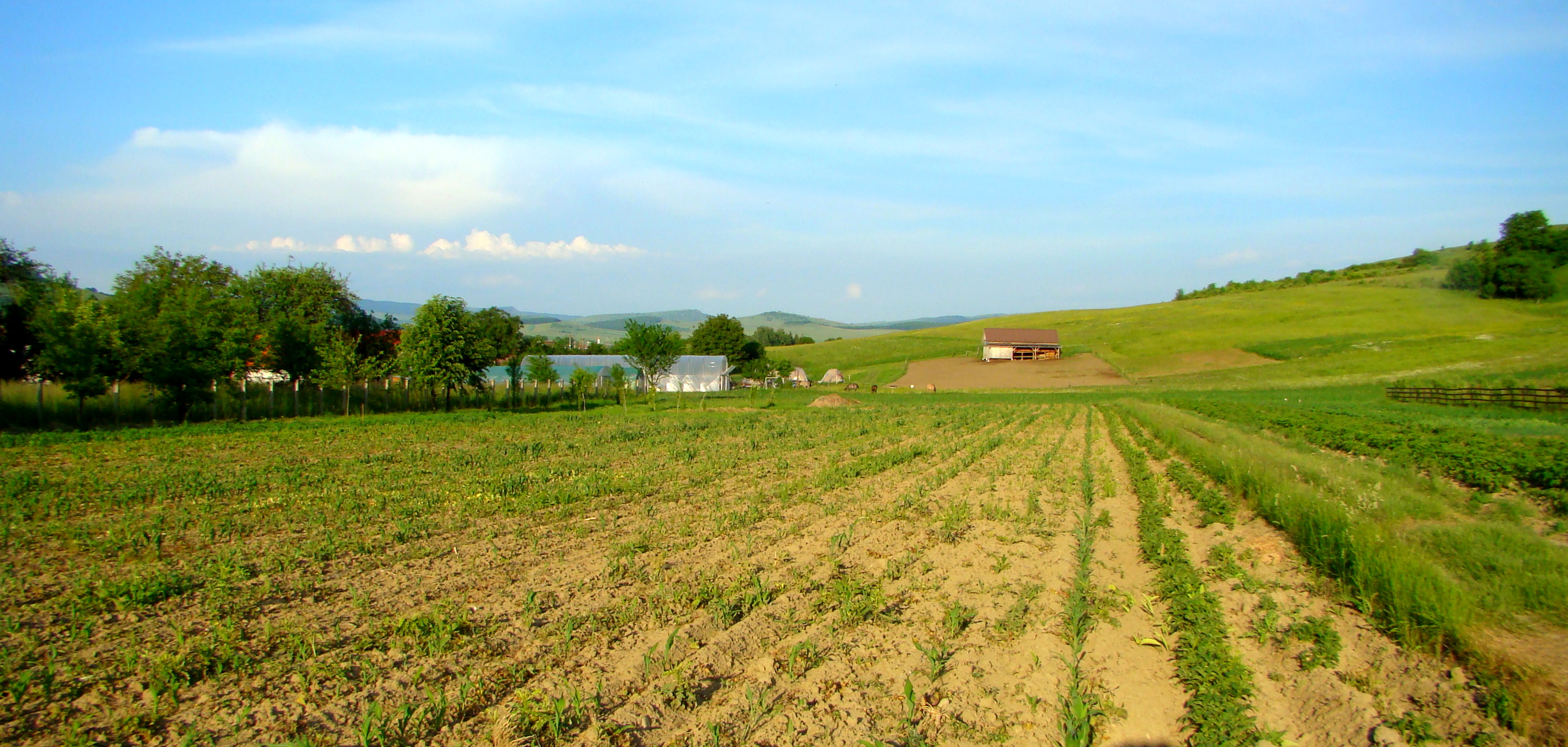
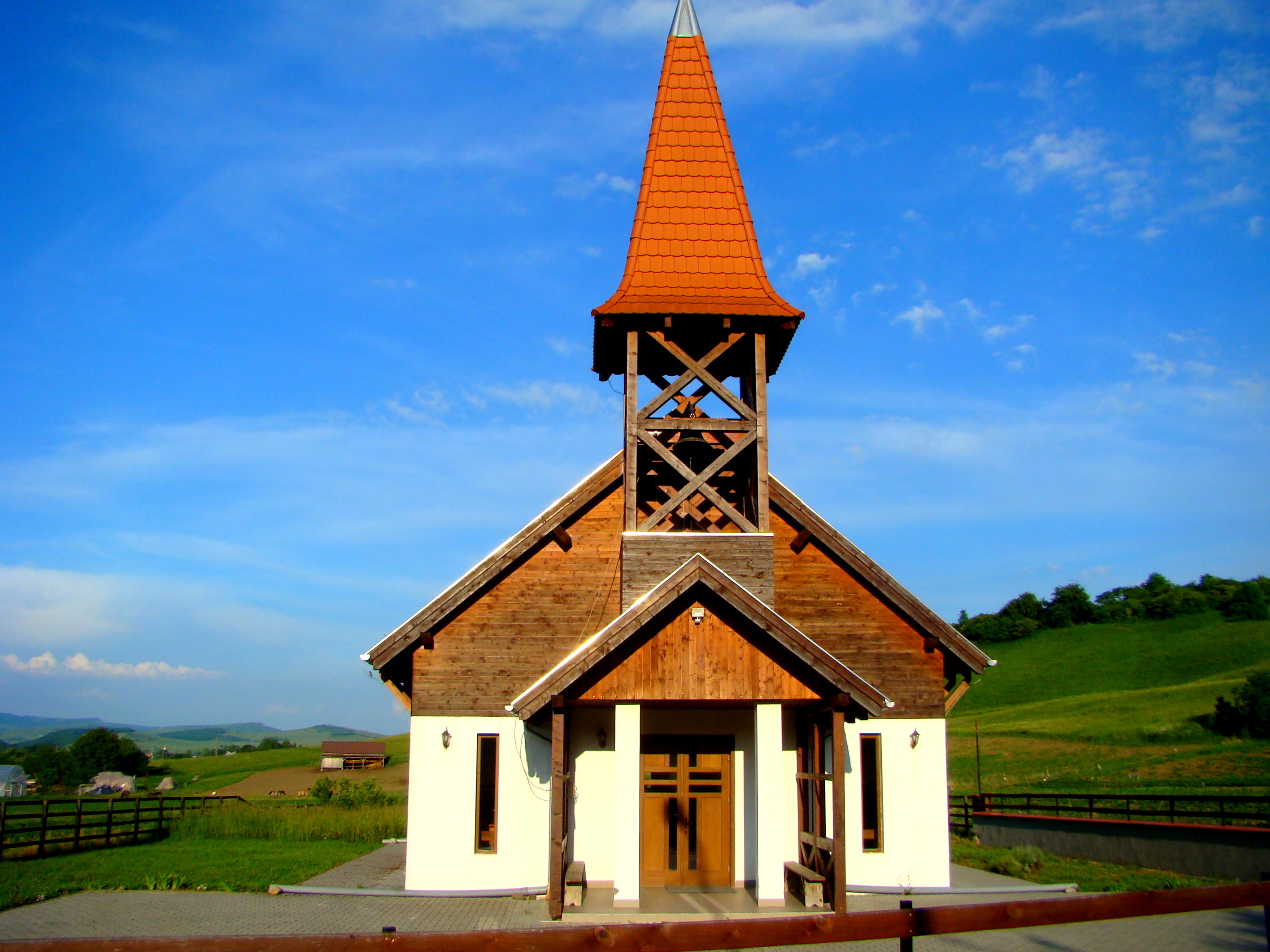
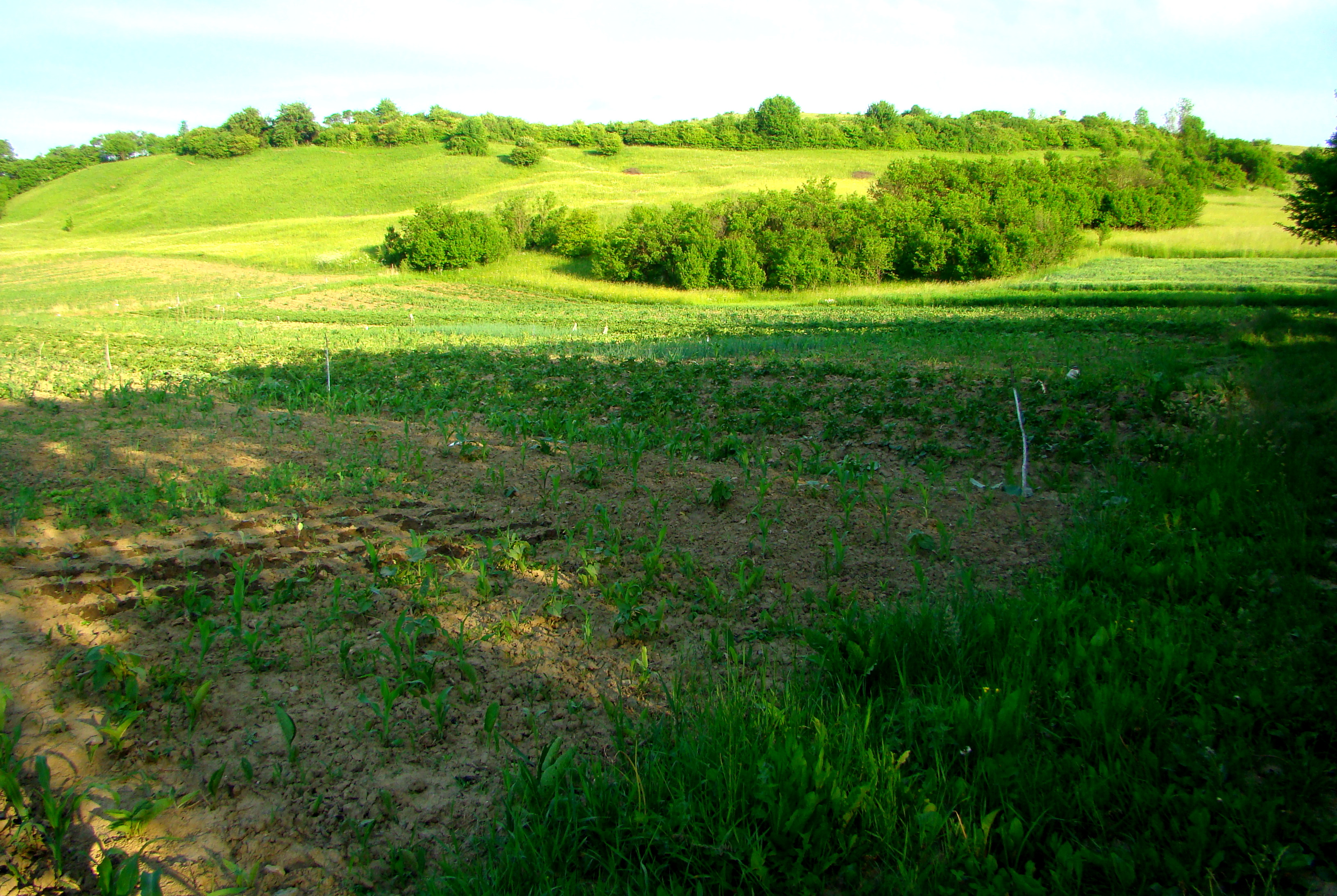
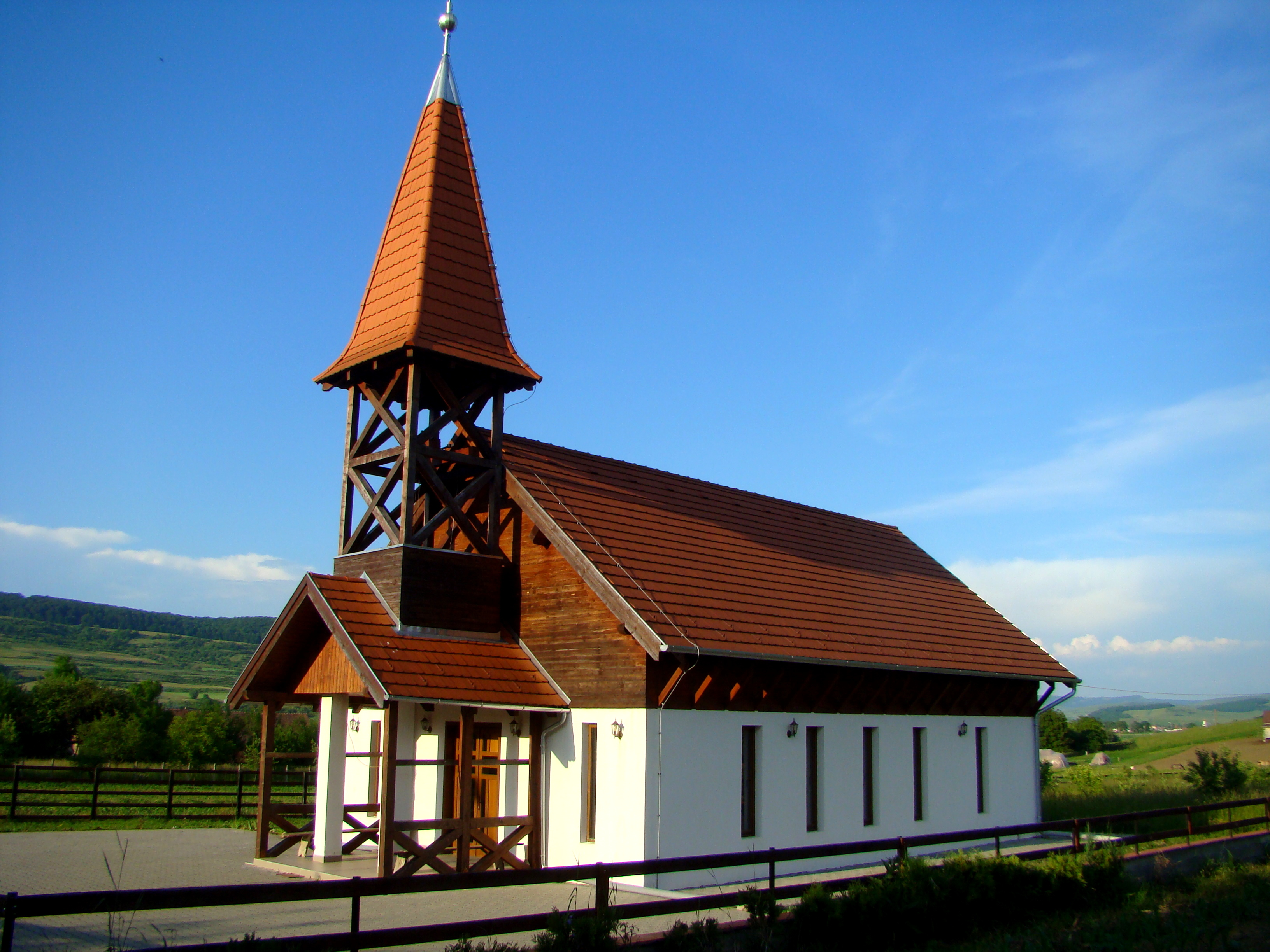